# Wilhelm Versing
Wilhelm Versing (1811 in München, Königreich Bayern – 1879 in Odessa, Russisches Kaiserreich) war ein deutscher Theaterschauspieler und Opernsänger (Bass/Bariton).

## Leben
Zunächst Schauspieler, war er als solcher in München tätig und wirkte dann an den Theatern Mainz und Düsseldorf (1836–1837).
In Düsseldorf ging zum Operngesang über und war von 1838 bis 1844 an der Kaiserlichen Hofoper St. Petersburg engagiert. Nachdem diese aufgelöst worden war, ging er am selben Ort von 1844 bis 1847 an die dortige italienische Oper. Von 1847 bis 1855 war er am Deutschen Landestheater Prag beschäftigt.
Danach arbeitete fast ausschließlich als Sänger, trat später jedoch gelegentlich bei Gastspielen auf der Bühne auf.
Verheiratet war er mit der Auguste Lauber (1810–1880), deren Tochter war Anna Versing-Hauptmann (1834–1896).

## Rollen (Auswahl)
- Zar – Zar und Zimmermann (Albert Lortzing)
- Tell – Wilhelm Tell (Gioachino Rossini)
- Kaspar – Der Freischütz (Carl Maria von Weber)
- Bertram – Robert der Teufel (Giacomo Meyerbeer)